# Мі-35М
Мі-35М (Мі-24ВМ, AH-2 Sabre) — російський транспортно-бойовий вертоліт розробки ОКБ Міля та ВАТ «Роствертол». 
Випускається як на експорт, так і для потреб Міноборони Росії. Призначений для знищення бронетанкової техніки, вогневої підтримки підрозділів сухопутних військ, десанту та евакуації поранених, а також перевезення вантажів у кабіні і на зовнішній підвісці.

## Історія

### Походження назви Мі-35
Назва Мі-35 було вперше введено для позначення експортної модифікації гелікоптера Мі-24В, прийнятого на озброєння 1976 року.

### Історія створення Мі-35М
Перший прототип Мі-35М був побудований 1995 року.

## Модифікації
Позначення Мі-35 використовують для позначення таких модифікацій:
- Мі-35 (експортний варіант Мі-24В) — приціл АСП-17В, двигуни «Клімов» ТВ3-117В виробництва «Мотор Січ».
- Мі-35П (експортний варіант Мі-24П) — з типовою для Мі-24 тримальною системою, трилопатевим рульовим гвинтом, шасі, що прибирається, «довгим» крилом тощо, озброєний нерухомою гарматною установкою з двоствольною гарматою ГШ-30К калібру 30-мм.
- Мі-35ПН/ВН (експортний варіант Мі-24ПК-2/ВК-2) — модифікація для виконання бойових завдань в нічний час, нічна тепловізійна прицільна підсистема наведення «Зарево», пілотами використовуються окуляри нічного бачення[6]
- Мі-35ПМ — версія Мі-35П з новим тримальними та Х-подібним рульовим гвинтом з лопатями з композиційних матеріалів.
- Мі-35М-1 (експортний варіант Мі-24ВП).
- Мі-35М-2 (експортний варіант Мі-24…).
- Мі-35М-3 (експортний варіант Мі-24ВМ).
- Мі-35МС (версія Мі-35) — гелікоптер зв'язку та управління.

### Мі-35МС
Ззовні Ми-35МС подібний до своєї базової версії Ми-35М, наприклад — шасі, що не прибирається. Однак, крила мають три замість двох вузлів підвіски, замість нової гармати встановлено обтічник радара.
В десантному відсіку облаштовано VIP-салон, який може прийняти не більше 6 пасажирів. Кабіна пілотів та інші життєво важливі органи отримали додаткове бронювання. Замість систем озброєння на зовнішніх вузлах підвіски можуть кріпитись або додаткові паливні баки, або радіоелектронне обладнання у підвісних контейнерах. Для захисту від зенітних ракет Ми-35МС оснащений системою «Борисоглебск», для зв'язку пасажирів — станцію супутникового зв'язку «Радуга-МБ».
В Росії Ми-35МС знаходяться на балансі федеральної служби охорони, а не армійської авіації ЗС РФ.

## Опис конструкції
Шасі у Мі-35М не прибирається, що на відміну від Мі-24 забезпечує енергопоглинання при падінні (у разі, якщо екіпаж на Мі-24 не встигає або не може випустити шасі). Встановлено ОПС-24Н з гіростабілізованою оптико-електронною станцією ГОЕС-324 та лазерний далекомір. Поставлено новий автомат перекосу. Втулка та лопаті тримального гвинта, Х-подібний рульовий гвинт поставлені від Мі-28.
Вертоліт також відрізняється укороченим крилом (2 точки підвіски) та висотними двигунами «Клімов» ВК-2500-02.

## Льотно-технічні характеристики Мі-35М-3 (Мі-24ВМ)
Джерело: ВАТ «Росвертол», Микола Сікач "Бойовий вертоліт Мі-24"
Основні характеристики
- Екіпаж: 2 (3)
- Пасажиромісткість: 8
- Вантажопідйомність: 2400 кг
- Довжина: 17,49 м
- Висота: 4,16 м
- Діаметр несучого гвинта: 17,2 м
- Діаметр рульового гвинта: 3,84 м

- Маса порожнього: 8360 кг
- Нормальна злітна маса: 10900 кг
- Максимальна злітна маса: 11500 кг

Льотні характеристики
- Максимальна швидкість: 300 км/год
- Крейсерська швидкість: 260 км/год
- Бойовий радіус: 450 км
- Перегінна дальність: до 1000 км з підвісними баками

Озброєння
- Стрілецько-гарматне: незнімна рухома гарматна установка НРГУ-24 (рос. НППУ-24) з двоствольною гарматою ГШ-23Л калібру 23-мм
- Точки підвіски: 4
- Бойове навантаження:
- Варіанти озброєння (залежно від завдання):
  - Протитанкові ракети: «Штурм-В» або «Атака-М» (до 8 штук)
  - Некеровані ракети: 2 або 4 блоки Б8В20-А з ракетами с-8 калібру 80-мм
  - Підвісне гарматне озброєння: 2 контейнери УПК-23-250 з гарматами ГШ-23Л

## На озброєнні
- Росія — 34 Мі-35М, станом на червень 2014 року[10][11]. В 2010 році замовлено 22 Мі-35М, пізніше було зроблено додаткове замовлення на ще 27 одиниць з постачанням до кінця 2014 року[12][13]. 
  - 344-ий цбп і плс АА (Торжок) — 3 Мі-35М
  - 387-ма авіабаза армійської авіації (колишній 487-й окремий вертолітний полк) біля Будьонівська — 8 Мі-35М
  - 393-тя авіабаза армійської авіації (колишній 55-й окремий вертолітний полк) біля Кореновська в Краснодарському краї — 8 Мі-35М
  - 535-й ЗСАп (Ростов-на-Дону)
- Азербайджан — 24 Мі-35М, станом на січень 2014 року[14].
- Білорусь — Мі-35М[15].
- Бразилія — 9 Мі-35М-3 (місцеве позначення: AH-2 Sabre), станом на вересень 2012 року[16]. В 2008 році був підписаний контракт на постачання 12 Мі-35М на суму $ 150 млн[17]. 
  - 2-га ескадрилья 8-ї авіаційної групи на авіабазі в Порту-Велью[18].
- Венесуела — 10 Мі-35М-2, станом на 2011 рік[19]
- Ірак — 8 Мі-35М, станом на липень 2014 року[20].
- Казахстан — 4 Мі-35М, станом на 2017 рік. Загалом замовлено 12 вертольотів Мі-35М[21].
- Сербія —  4 Мі-35М станом на 2021[22].
- Узбекистан — 12 Мі-35М, станом на 2018 рік[23].
- Україна — 17 Мі-35 Україна отримала у травні 2022 році від Чехії після того, як колись РФ передала їх Празі, розраховуючись за борги СРСР[24]. Мі-35 (не плутати з Мі-35М), яка є експортною версією Мі-24В.

## Втрати
| № | Дата       | Бортовий номер | Місце аварії                | Жертви | Короткий опис |
| - | ---------- | -------------- | --------------------------- | ------ | --- |
| 1 | 08.09.2012 | 54 жовтий      | Ботліхський район, Дагестан | 4/4    | Вертоліт врізався в схил гори в 20 кілометрах від села Ботліх під час супроводу автоколони. За попереднім розслідуванням було з'ясовано, що командування Південного військового округу не мало права задіяти цей вертоліт у бойових завданнях, бо машина не була перевірена в роботі в горах, оскільки встановлений на ній радар був не до кінця відпрацьований у режимі обминання рельєфу місцевості. Крім того, загиблий екіпаж не був допущений для польотів у складних метеоумовах в гірській місцевості. |
| 2 | 09.07.2016 | Росія          | Хомс, Сирія                 | 2/2    | Вертоліт був збитий з американського важкого протитанкового комплексу TOW членами організації Ісламська Держава. |
| 3 | 28.02.2021 | Росія          | Хасеке, Сирія               | 3/0    | При виконанні планового польоту на повітряне патрулювання території провінції Хасеке (Сирійська Арабська Республіка) здійснив вимушену посадку через технічні причини вертоліт Мі-35. На борту гелікоптера перебувало троє членів екіпажу. |
| 4 | 30.05.2022 | Росія          | Україна                     | ?/?    | Як повідомив військовий кореспондент Роман Бочкала, гелікоптер зв'язку і управління Мі-35МС був збитий ЗС України Потім виявилось, що то насправді був ударний Ми-35М, який збили українські військові на початку березня 2022 року. |
| 5 | 16.06.2022 | Росія          | Україна                     | ?/?    | Знищений з ПЗРК українським військовими |